# Гонсало Петіт
Гонсало Есекієль Петіт Абад (ісп. Gonzalo Ezequiel Petit Abad; нар. 21 вересня 2006) — уругвайський футболіст, нападник іспанського клубу «Реал Бетіс».

## Клубна кар'єра

### «Насьйональ»
Вихованець академії клубу «Насьйональ». 23 березня 2023 року підписав з клубом свій перший професіональний контракт. 13 липня 2024 року дебютував в основному складі «Насьйоналя» в матчі Прімери Уругваю проти «Данубіо», відзначившись забитим м'ячем.
3 квітня 2025 року в поєдинку проти колумбійського клубу «Атлетіко Насьйональ» дебютував у Кубку Лібертадорес.

### «Реал Бетіс»
18 липня 2025 року перейшов в іспанський клуб «Реал Бетіс», підписавши шестирічний контракті. Сума трансферу становила 6 млн євро.

## Кар'єра в збірній
Виступав за збірні Уругваю до 15, до 17 і до 20 років. В квітні 2023 року потрапив в заявку збірної до 17 років на юнацький чемпіонат Південної Америки в Еквадорі. На турнірі провів два матчі, а його команда не пройшла перший етап.
Взимку 2025 року виступав за збірну до 20 років на молодіжному чемпіонаті Південної Америки у Венесуелі. На турнірі провів вісім матчів, відзначившись дублем проти збірної Парагваю, а його команда посіла 5-е місце у фінальному етапі.

## Особисте життя
Син колишнього баскетболіста Еухеніо Петіта.

## Статистика виступів
Станом на 24 травня 2025 
| Клуб              | Сезон             | Чемпіонат         | Чемпіонат | Чемпіонат | Кубок | Кубок | Континентальні | Континентальні | Інші  | Інші | Всього | Всього |
| Клуб              | Сезон             | Дивізіон          | Матчі     | Голи      | Матчі | Голи  | Матчі          | Голи           | Матчі | Голи | Матчі  | Голи   |
| ----------------- | ----------------- | ----------------- | --------- | --------- | ----- | ----- | -------------- | -------------- | ----- | ---- | ------ | ------ |
| Насьйональ        | 2024              | Прімера Дивізіон  | 9         | 2         | 4     | 3     | 0              | 0              | 1     | 1    | 14     | 6      |
| Насьйональ        | 2025              | Прімера Дивізіон  | 16        | 6         | 0     | 0     | 3              | 0              | 1     | 0    | 20     | 6      |
| Насьйональ        | Всього            | Всього            | 25        | 8         | 4     | 3     | 3              | 0              | 2     | 1    | 34     | 12     |
| Реал Бетіс        | 2025–26           | Ла-Ліга           | 0         | 0         | 0     | 0     | —              | —              | —     | —    | 0      | 0      |
| Всього за кар'єру | Всього за кар'єру | Всього за кар'єру | 25        | 8         | 4     | 3     | 3              | 0              | 2     | 1    | 34     | 12     |

1. 1 2  Матчі в Торнео Інтермедіо
2. ↑  Матчі в Кубку Лібертадорес